# Soullans
Soullans település Franciaországban, Vendée megyében. Lakosainak száma 4535 fő (2022. január 1.). Soullans Challans, Commequiers, Le Perrier, Notre-Dame-de-Riez és Saint-Hilaire-de-Riez községekkel határos.

## Népesség
A település népessége az elmúlt években az alábbi módon változott:
| Lakosok száma | 4202 | 4220 | 4309 | 4221 | 4225 | 4259 | 4297 | 4416 | 4535 |
|               | 2013 | 2015 | 2016 | 2017 | 2018 | 2019 | 2020 | 2021 | 2022 |